# تحالف الخضر (كولومبيا)
تحالف الخضر الكولومبي هو حزب سياسي كولومبي يقع في وسط الطيف السياسي. يدعو الحزب إلى العدالة الاجتماعية والإصلاح الانتخابي والاستدامة الاقتصادية. يدعم الحزب عملية السلام الكولومبية وشكل تحالف كولومبيا الانتخابي مع أحزاب يسار الوسط والوسط مثل حزب التسوية المدنية لتقديم مرشح رئاسي واحد هو سيرجيو فاجاردو في انتخابات 2018 الرئاسية.

## التاريخ
تأسس الحزب في 25 نوفمبر 2005 في بوغوتا من قبل مجموعة من الأشخاص برئاسة كارلوس رامون غونزاليس ميرشان وإلياس بينيدا.

### الانتخابات الإقليمية 2007
بالنسبة للانتخابات الإقليمية الكولومبية في 28 أكتوبر 2007 لانتخاب حكام الإدارات ونواب مجلس الإدارة ورؤساء البلديات والمجالس الإدارية المحلية، فاز الحزب بشكل غريب بولاية سيزار مع المرشح كريستيان مورينو بانيزو وبوياكا والمرشح خوسيه روسو ميلان. كما حصل الحزب على 23 رئيس بلدية.

### انتخابات الكونجرس 2010
ثلاثة رؤساء بلديات سابقين مستقلين لبوغوتا هم لويس إدواردو غارزون وأنتاناس موكوس وإنريكي بينالوسا، شكلوا تحالفًا لاختيار مرشح مستقل للرئاسة. ومع ذلك فقد تطلبوا هيكلًا سياسيًا. اندمج التحالف المخصص مع حزب خيار المركز الأخضر الذي غير اسمه إلى حزب الخضر. بعد ذلك انضم إلى الحزب الجديد العديد من السياسيين الإقليميين.
تم انتخاب موكوس كمرشح للرئاسة في الانتخابات التمهيدية لحزب الخضر التي أجريت في 14 مارس 2010. في نفس اليوم حصل الحزب على 5 مقاعد في مجلس الشيوخ. انضم المرشح الرئاسي المستقل وعمدة ميديلين السابق سيرجيو فاجاردو إلى حملة موكوس بعد فترة وجيزة وتم اختياره كنائب مرشح حزب الخضر.

### الانتخابات الرئاسية 2010
في 30 مايو أصبح حزب الخضر الكولومبي القوة السياسية الثانية نتيجة الجولة الأولى من الانتخابات الرئاسية بنسبة 21٪ من الناخبين. في 21 يونيو حصلوا على 28٪ من الأصوات وبذلك خسروا الانتخابات الرئاسية أمام خوان مانويل سانتوس الذي حقق 69٪.

### الشعارات
- «حياتك مقدسة».
- «الموارد العامة مقدسة».
- «ليس كل شيء له ما يبرره».
- «تصويت الضمير».
- «الموارد الطبيعية مقدسة».